# Amycolatopsis mediterranei
Espèce
Synonymes
- Nocardia mediterranei
(Margalith & Beretta 1960) Thiemann et al. 1969
- Streptomyces mediterranei
Margalith & Beretta 1960

Amycolatopsis mediterranei est une bactérie à Gram positif de l'ordre des Actinomycetales. C'est à partir de ce microorganisme que les antibiotiques de la famille des rifamycines ont été découverts.